# Kroniki Hainaut
Kroniki Hainaut (fr. Les Chroniques de Hainaut) – iluminowany, trzytomowy manuskrypt, będący kroniką wydarzeń Hrabstwa Hainaut.

## Geneza
Kroniki Hainaut były pierwszym manuskryptem iluminowanym zamówionym w 1446 roku przez Filipa Dobrego. Jego temat miał spełniać rolę propagandową i rozsławić nowo zdobyte przez księstwo burgundzkie terytorium. Ukazywał historię Hainaut i jego władców, a Filip był przedstawiony jako prawowity spadkobierca tych ziem.      
Autorem kronik pod tytułem Annales Historiae illustrium Principum Hannoniae był Jacques de Guide, który napisał je w latach 1390–1396. Jego historia obejmowała okres od narodzin Chrystusa do 1390 roku. Z łaciny na język francuski przełożył Jean Wauquelina przy pomocy Jacquemina du Bois. 

## Opis manuskryptu

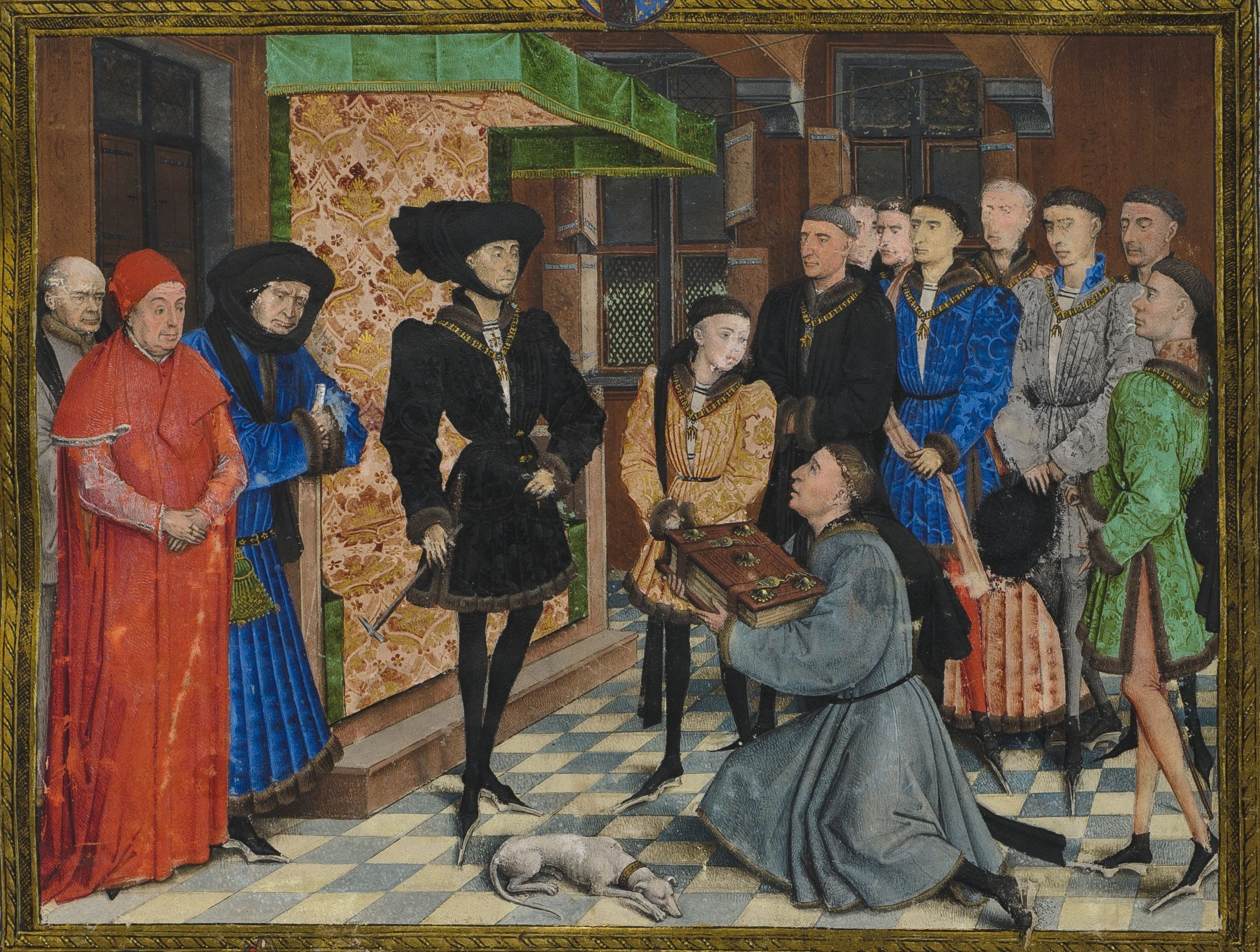
Jean Wauquelin prezentuje swoją "Kronikę Hainaut" Filipowi Dobremu

Kroniki składają się z trzech tomów: pierwszy powstał w latach 1448–1453 i składa się z 296 liczbowanych kart pergaminowych, na których pomieszczono 41 miniatur. Dwa pozostałe powstały do 1468 roku: tom II składa się z 301 kart i z 60 miniatur, tom III ma 264 karty i 22 miniatur. Treść zapisana jest w dwóch kolumnach.
Na pierwszych kartach manuskryptu znajduje się frontyspisowa miniatura dedykacyjna powstała w 1448 roku, o wymiarach 44 x 31 cm, wykonana w pracowni Rogiera van der Weydena lub przez niego samego, przez co byłaby to jedyna znana ilustracja książkowa w oeuvre artysty. Iluminacja przedstawia księcia Filipa stojącego pod baldachimem i przyjmującego z rąk klęczącego Jeana Wauquelina księgę. W tle stoi grupa dworzan, rycerze Złotego Runa, a przed nimi stoi Karol Śmiały jeszcze jako chłopiec. Książę Filip i Karol, jak i pięciu innych dostojników mają na piersi Order Złotego Runa. Ikonograficzne znaczenie orderu ma związek z wcześniejszymi wizerunkami dworu burgundzkiego w rękopisach książęcych, m.in. z Le Livre du Gouvernement des princes autorstwa Mistrza Przywilejów Gandawskich z 1452 roku.   
Po prawej stronie od Filipa stoi kanclerz Nicolas Rolin i Jean Chevrot, biskup Tournai. Pod iluminacją znajduje się tekst zapisany w dwóch kolumnach. Całość otacza bordiura z herbami terytoriów podległych Filipowi i emblematami Złotego Runa. Na dalszych kartach przedstawiono dzieje hrabstwa i linię genealogiczną wywodzącą się od antycznych Trojan poprzez hrabiów Hainaut, Holandii i Zelandii do samego księcia Filipa. Tom zawiera w sumie 41 iluminacji, a ich autorami są różni artyści m.in.: Jan Bondol, Mistrz Guilleberta z Metzu, czy Mistrz Jeana Mansela.       
Tom drugi został wydany w 1455 roku przez Willema Vrelanta i obejmuje historię do XI wieku. Tom trzeci powstał już po 1455 i zawiera historię hrabstwa od końca XI wieku do śmierci Joanny Flandryjskiej w 1244 roku. Dwadzieścia dwie miniatury umieszczone w tym woluminie są autorstwa Loyset Liédet.